# Madame Bovary (filme de 1947)
Madame Bovary é um filme argentino de 1947, gênero drama de ficção histórica dirigido por Carlos Schlieper com atuações de Mecha Ortiz, Roberto Escalada e Enrique Diosdado.
Trata-se de mais uma adaptação do romance Madame Bovary, de Gustave Flaubert, publicado em 1857.